# Greg Vanney
Greg Vanney (* 11. Juni 1974 in South Boston, Virginia) ist ein ehemaliger US-amerikanischer Fußballspieler und heutiger Trainer.
Vanney ist seit Anfang Januar 2021 Trainer der LA Galaxy, bei der er bereits als Spieler aktiv war. Zuvor war er seit 2014 Trainer des FC Toronto und Direktor der TFC Academy, der Jugend- und Entwicklungsakademie des Franchises.

## Spielerkarriere

### Jugend und College
Vanney besuchte die Marcos de Niza High School in Tempe, Arizona und spielte für die Schulmannschaft. Er gewann mit dem Team dreimal in Folge die Staatsmeisterschaft. Er hält bis heute noch die Schulrekorde für die meisten Vorlagen und Tore in einer Saison. 1992 ging Vanney an die Florida International University, die sich verteilt in der Metropolregion Miami befindet. Dort spielte er College Soccer, allerdings wechselte er 1993 an die UCLA, wo er bis 1995 für die UCLA Bruins spielte.

### Profi
Vanney nahm am MLS College Draft 1996 teil und wurde von der LA Galaxy ausgewählt. Anfang der Saison 1996 wurde Vanney für drei Spiele an die Sacramento Scorpions, die in der damaligen USISL Select League spielten, ausgeliehen. Insgesamt spielte er sechs Jahre für LA Galaxy und war zu der Zeit einer der besten Verteidiger in der Major League Soccer. 2001 wechselte Vanney nach Frankreich zum SC Bastia. 2005 kehrte er in die USA zurück und spielte für den FC Dallas. Nach weiteren Stationen bei den Colorado Rapids und D.C. United, beendete er am Ende der Saison 2008 bei der LA Galaxy seine Karriere als Fußballspieler.

### Nationalmannschaft
Vanney war über 11 Jahre immer wieder aktiv für die Fußballnationalmannschaft der Vereinigten Staaten. Sein Debüt gab er am 21. Dezember 1996 gegen Guatemala. Er war Teil des Kaders bei den CONCACAF Gold Cups 2000, 2003 und 2005. Außerdem nahm er mit den USA am FIFA-Konföderationen-Pokal 2003 teil.

## Trainerkarriere
Nach seinem Karriereende als Spieler absolvierte Vanney den Trainerlehrgang und erhielt die USSF „A“ Trainerlizenz. Außerdem war er beim Aufbau der U.S. Soccer Development Academy und anderen Programmen der USSF beteiligt. Vanney war von 2008 bis 2011 Leiter der Real Salt Lake Academy. Vanney schaffte es als erster die Vorgaben für eine Jugendakademie in der Major League Soccer umzusetzen.
Vanney kehrte 2008 nach Arizona zurück. Dort wurde er Director of Soccer Operations bei Grande Sports World und Leiter der Real Salt Lake-Arizona Jugendakademie. Grande Sports World ist Betreiber eines Sportgeländes für Fußballmannschaften.
Im Januar 2011 wurde Vanney Assistenztrainer bei CD Chivas USA.
Am 31. August 2014 wurde Vanney Trainer des FC Toronto, nachdem Ryan Nelsen entlassen wurde. Er schaffte es in der Saison 2013 die Mannschaft wieder erfolgreich spielen zu lassen.
Anfang Januar 2021 übernahm er den Cheftrainerposten bei LA Galaxy, wo er Guillermo Barros Schelotto beerbt.

## Privat
Greg Vanney ist der Onkel des US-U-17-Nationalspielers Eriq Zavaleta.